# 春日井市立岩成台西小学校
春日井市立岩成台西小学校（かすがいしりついわなりだいにししょうがっこう）は、愛知県春日井市岩成台8丁目1番地にある公立の小学校。2017年度の職員数は24人、児童数は332人。

## 地理
高蔵寺ニュータウン中央部の岩成台にあり、春日井市立岩成台小学校に続いて岩成台で2番目に開校した小学校である。北側には春日井市立岩成台中学校があり、南側には岩成公園がある。最寄駅はJR中央本線高蔵寺駅。小学校の東側には集合住宅（アパート）が集まっているが、北側・西側・南側には一戸建て住宅が集まっている。

## 年表
- 1977年（昭和52年）4月 - 開校

## 出身者
- 安西七夏 - ローカルタレント。
- 児野楓香 - プロサッカー選手。